# Pleine-Sève
Pleine-Sève è un comune francese di 122 abitanti situato nel dipartimento della Senna Marittima nella regione della Normandia.

## Società

### Evoluzione demografica
Abitanti censiti